# العلاقة التاريخية بين الفارسية والأردية
إن للغة الفارسية والأردية علاقة وثيقة عبر تاريخ الأخيرة. لعبت الفارسية تاريخيًا دورًا هامًا في تشكيل وتطوير الأردية الحديثة، وهي اليوم تُعدّ ما يُعرف بـ"المكانة اللغوية" للأردية.
كانت آسيا الوسطى موطنًا للقبائل الإيرانية الشرقية والقبائل التركية، فدخلت اللغة الفارسية الحديثة إلى جنوب آسيا على يد حكام من أصول تركية فارسية من آسيا الوسطى خلال العصور الوسطى في المنطقة. ويعود التأثير الكبير للفارسية على الأردية إلى مكانتها التاريخية كلغة رسمية وأدبية في عهد العديد من هؤلاء الحكام، بالإضافة إلى مكانتها كلغة مشتركة خلال حكمهم لشبه القارة الهندية.
حلّت اللغة الأردية محل اللغة الفارسية في شمال الهند خلال الحكم الاستعماري البريطاني في الهند، إلا أنها لا تزال مستخدمة في موطنها الأصلي إيران وأفغانستان (المعروفة بالداري) وطاجيكستان (الطاجيكية). تُعد الأردية حاليًا اللغة الرسمية واللغة المشتركة لباكستان، وهي لغة معترف بها رسميًا للمسلمين في شمال الهند في جمهورية الهند.

## الملخص
الهندوستانية (وتسمى أحيانًا الهندية الأردية) هي لغة عامية ولغة مشتركة لباكستان وحزام الهندية في الهند. وهي تشكل استمرارية لهجة بين سجليها الرسميين: الأردية شديدة الفارسية والهندية السنسكريتية التي نُزعَت الفارسية عنها (على غرار نزع التركية للعربية مع إصلاحات مصطفى كمال أتاتورك). تستخدم الأردية تعديلًا للأبجدية الفارسية، بينما تستخدم الهندية الديفاناغارية. غالبًا ما يشار إلى الهندوستانية في شكلها الشائع باسم الأردية أو الهندية، اعتمادًا على خلفية المتحدث / المؤسسة. هذا الوضع محفوف بالعوامل الاجتماعية والسياسية والخلافات، التي تلعب فيها الفارسية دورًا. الموقف اللغوي الشائع هو استخدام الأردية كمصطلح للتسجيل، والهندوستانية للغة المنطوقة المشتركة.
ظلّت الفارسية لغة الدولة والعلم في معظم تاريخ الهند، خاصةً في الحكم الإسلامي مثل سلطنة مغول الهند. وبالتالي تحمل اللغة الهندستانية تأثيرًا كبيرًا من اللغة الفارسية؛ ففي شكلها الشائع، تتضمن بالفعل العديد من الكلمات والعبارات التي تم استيعابها منذ فترة طويلة من الفارسية (أكثر من 500 سنة)، والتي تشترك فيها مع المتحدثين عبر الحدود الوطنية. وباعتبارها اللغة الأردية المسجلة، فإنها تحمل أكبر تأثير فارسي من أي تنوع في شبه القارة، وتتميز بمزيد من التأثيرات على المفردات والقواعد والنطق. يرتبط الشكل الأخير من اللغة بالسياقات الرسمية والهيبة، ويتم نشره كوسيلة للتواصل الكتابي والتعليم والإعلام في باكستان. يحدث هذا في بيئات أكثر تقييدًا في الهند، حيث يتم استخدام السجل السنسكريتي للغة الهندية على نطاق واسع لهذه الأغراض؛ تظهر الأردية في السياقات الاجتماعية والمؤسسات المرتبطة بالمسلمين الهنود، وكذلك في الدوائر الأدبية. وهي واحدة من 22 لغة مجدولة في الهند، وتتمتع بوضع رسمي في العديد من الولايات الهندية.

## التاريخ
الفارسية والأردية لغتان منفصلتان. تُصنّف الفارسية كلغة إيرانية، بينما الأردية لغة هندية آرية. وتندرج اللغتان ضمن المجموعة الأكبر من اللغات الهندية الإيرانية، ولذلك تشتركان في بعض السمات اللغوية بفضل أصلهما المشترك.
ومع ذلك، فإن غالبية التأثير الفارسي مباشر، من خلال عملية تسمى غالبًا بالتفريس. بعد الفتح التركي الفارسي لجنوب آسيا على يد الغزنويين، دخلَت الفارسية إلى شبه القارة الهندية، مما أدى إلى تشكيل ما أصبح يُعرف لاحقًا باسم "الأردية" بعد قرون، وقد عُرفَت بالبداية باسك لشكري أو لشكري زبان. تلقت لهجة دلهي من الهندية القديمة ولهجات أخرى من جنوب آسيا تدفقًا كبيرًا من المفردات الفارسية والجغاتية والعربية. مهدت سلطنة دلهي اللاحقة الطريق لمزيد من الاستمرار في هذا. وُضع الأساس بشكل عام لإدخال اللغة الفارسية إلى شبه القارة، منذ أيامها الأولى، من السلالات الأفغانية بالإضافة لمختلف السلالات الفارسية من آسيا الوسطى ذات الأصل التركي.
هذا السجل اللغوي المتنوع معجميًا، والذي نشأ في شبه القارة الهندية الشمالية، كان يُطلق عليه عادةً "زبان أردو مُعلا" (لغة البَلاط). ومن هذا الاسم، صاغ الشاعر مشافي اسم "الأردية".
على عكس الفارسية، وهي لغة إيرانية، فإن الأردية لغة هندية آرية، مكتوبة بالخط الفارسي؛ تحتوي الأردية على قاعدة مفردات هندية آرية مشتقة من السنسكريتية والبراكريتية، مع استعارة مفردات متخصصة من الفارسية. تم استيعاب بعض العناصر النحوية الخاصة بالفارسية، مثل حرف العطف واستخدام الأسماء المستعارة، بسهولة في الأدب الأردي في كل من المجالات الدينية والدنيوية.
اكتسبت اللغة الهندوستانية تميزًا في المجالات الأدبية والثقافية في جنوب آسيا بسبب دورها كلغة مشتركة في شبه القارة الهندية نتيجة للعدد الكبير من المتحدثين بها، كلغة أولى وثانية. وبعض الأعلام هم الكاتب المتقاطع البارز أمير خسرو، وهو شاعر هندي تُقرأ أبياته الفارسية والأردية حتى يومنا هذا في جنوب آسيا. والكاتب محمد إقبال، الشاعر الوطني لباكستان، أيضًا وقد كان كاتبًا بارزًا في جنوب آسيا كتب باللغتين الفارسية والأردية؛ حتى عودته في وقت لاحق من حياته للكتابة بالفارسية حصريًا.

## مقارنة العينة
فيما يلي مقارنة بين الفارسية الإيرانية والأردية الرسمية، باستخدام نص من المادة الأولى من الإعلان العالمي لحقوق الإنسان. يظهر النص الأردي بخط النستعليق، على عكس الفارسية الإيرانية.
| الفارسية الإيرانية               | تمام افراد بشر آزاد به دنیا می‌آیند و از لحاظ حیثیت و حقوق با هم برابرند، همه دارای عقل و وجدان می‌باشند و باید نسبت به یکدیگر با روح برادری رفتار کنند.                                                             |
| النص بالعربية                    | تمامه أفراد بشر آزاد به دنيا مي‌آيند و از لحاظ حيثيت و حقوق با هم برابرند. همه داراي عقل و وجدان مي‌باشند و بايد نسبت به يكديگر با روح برادري رفتار كنند.                                                            |
| النص بالألفبائية الصوتية الدولية | [/tæmæme æfrɒːde bæʃær ɒːzɒːd be donjɒː miːɒːjænd væ æz lehɒːze hejsijæt o hoɢuːɢ bɒː hæm bærɒːbærænd ‖ hæme dɒːrɒːje æɢl o vedʒdɒːn miːbɒːʃænd væ bɒːjæd nesbæt be jekdijær bɒː ruːhe bærɒːdæriː ræftɒːɾ konænd/] |
| الترجمة العربية                  | يولد جميع الناس أحرارًا ومتساوين في الكرامة والحقوق، وقد وهبوا عقلًا وضميرًا، وعليهم أن يعامل بعضهم بعضًا بروح الإخاء.                                                                                                 |
|                                  | |
| الأردية القياسية                 | دفعہ ١: تمام اِنسان آزاد اور حُقوق و عِزت کے اعتبار سے برابر پَیدا ہُوئے ہَیں۔ انہیں ضمِیر اور عقل ودِیعت ہوئی ہَیں۔ اِس لئے انہیں ایک دُوسرے کے ساتھ بھائی چارے کا سُلُوک کرنا چاہئے۔                                          |
| النص بالعربية                    | دفعه ۱: تمام انسان آزاد اور حقوق و عزت کے اعتبار سے برابر پیدا ہوئے ہیں۔ اُنہیں ضمیر اور عقل ودیعت ہوئی ہے۔ اس لیے اُنہیں ایک دوسرے کے ساتھ بھائی چارے کا سلوک کرنا چاہیے۔                                           |
| النص بالألفبائية الصوتية الدولية | dəfaː eːk təmaːm ɪnsaːn aːzaːd ɔːɾ hʊquːq oː izːət keː ɛːtəbaːɾ seː bəɾaːbəɾ pɛːdaː hʊeː hɛ̃ː ʊnʱẽː zəmiːɾ ɔːɾ əql ʋədiːət hʊiː hɛ̃ː ɪslɪeː ʊnʱẽː eːk duːsɾeː keː saːtʰ bʱaːiː tʃaːɾeː kaː sʊluːk kəɾnaː tʃaːhɪeː    |
| الترجمة العربية                  | المادة 1: يولد جميع الناس أحرارًا ومتساوين في الكرامة والحقوق، وقد وهبوا عقلًا وضميرًا، وعليهم أن يعامل بعضهم بعضًا بروح الإخاء.                                                                                       |

## طالع أيضًا
- اللغة الفارسية في شبه القارة الهندية
- النشيد الوطني الباكستاني، النشيد الوطني الباكستاني المؤلف بالكامل باللغة الفارسية باستثناء كلمة كا[17]
- اللغات الهندو إيرانية، فرع من عائلة اللغات الهندو-أوروبية
- تاريخ اللغة الهندستانية

## روابط خارجية
- قاموس ثلاثي اللغة من الإنجليزية إلى الأردية والفارسية
- Urdu and Persian Forum[usurped] (أرشفة 30 نوفمبر 2016)
- الكلمات المستعارة من الفارسية إلى العربية في اللغة الهندوستانية